# Bill il sanguinario
Bill il sanguinario (The Kid from Texas) è un film del 1950 diretto da Kurt Neumann. Il film è conosciuto in Italia anche con il titolo Bill il selvaggio.
È un film western statunitense con Audie Murphy, Gale Storm e Albert Dekker. È basato sulle gesta di Billy the Kid (interpretato da Murphy).

## Produzione
Il film, diretto da Kurt Neumann su una sceneggiatura di Robert Hardy Andrews e Karl Kamb con il soggetto dello stesso Andrews, fu prodotto da Paul Short per la Universal International Pictures e girato nel Jack Garner Ranch nella San Bernardino National Forest e negli Universal Studios a Universal City in California.

## Distribuzione
Il film fu distribuito con il titolo The Kid from Texas negli Stati Uniti dal 1º marzo 1950 al cinema dalla Universal Pictures.
Alcune delle uscite internazionali sono state:
- in Francia il 9 giugno 1950 (Le Kid du Texas)
- in Finlandia il 9 marzo 1951 (Texasin kauhu)
- in Germania Ovest il 19 aprile 1951 (Verfemt)
- in Portogallo il 14 settembre 1951 (A Justiça de Billy)
- in Danimarca il 3 ottobre 1951 (Texas-drengen)
- in Svezia il 15 ottobre 1951 (Texas Kid)
- in Austria il 30 novembre 1951 (Verfemt)
- in Giappone il 30 dicembre 1953
- in Belgio (De kid van Texas)
- in Brasile (Duelo Sangrento)
- in Venezuela (El salvaje Bill)
- in Cile (Juramento cumplido)
- in Grecia (Matomenos tromos)
- nel Regno Unito (Texas Kid, Outlaw)
- in Italia (Bill il sanguinario)

## Promozione
La tagline è: "The true savage story of BILLY THE KID!".